# Tinzaouatène
Tinzaouatène (auch Tinzawatèn, arabisch تين ظواتين) ist eine Gemeinde in der Sahara im Nordosten Malis an der Grenze zu Algerien.
Die Gemeinde liegt im Kreis Abeïbara, umfasst 8750 km² und eine Bevölkerung von rund 2300 zumeist Tuareg.
Tinzawatèn war das Hauptquartier der Terror-Gruppe Dschamāʿat Nusrat al-Islām wa-l-Muslimīn.
Am 25. Juli 2024 lockte die Nationale Bewegung für die Befreiung des Azawad bei Tinzaouatène einen Konvoi der malischen Armee sowie Söldner der Gruppe Wagner in einen Hinterhalt; Dutzende Menschen starben bei dem anschließenden Gefecht.